# Synegia botydaria
Synegia botydaria är en fjärilsart som beskrevs av Achille Guenée 1858. Synegia botydaria ingår i släktet Synegia och familjen mätare. Inga underarter finns listade i Catalogue of Life.